# Lioni
Lioni é uma comuna italiana da região da Campania, província de Avellino, com cerca de 6.106 habitantes. Estende-se por uma área de 46 km², tendo uma densidade populacional de 133 hab/km². Faz fronteira com Bagnoli Irpino, Calabritto, Caposele, Morra De Sanctis, Nusco, Sant'Angelo dei Lombardi, Teora.

## Demografia
| Variação demográfica do município entre 1861 e 2011                               |
|                                                                                   |
| Fonte: Istituto Nazionale di Statistica (ISTAT) - Elaboração gráfica da Wikipedia |